# Сартори, Джакомо
Джакомо Сартори (итал. Giacomo Sartori, род. 1958, Тренто) — итальянский писатель и агроном. Сартори, начавший писать в тридцать лет с небольшим, с тех пор опубликовал семь романов и четыре сборника рассказов. Он также является редактором и обозревателем литературного онлайн-журнала Nazione Indiana. Sono Dio, его первый роман, опубликованный на английском языке, был переведён в 2019 году Фредерикой Рэндалл и получил положительные отзывы.

## Ранние годы
Сартори родился в 1958 году в Тренто, Италия. Альпийский регион недалеко от австрийской границы, в котором он вырос, вдохновил его на многие из ранних работ. Его отец был сторонником итальянского фашизма и Бенито Муссолини, что неизгладимо сформировало мировоззрение младшего Сартори; его сознательные попытки дистанцироваться от отца во многом вдохновили его творчество. В 1983 году Сартори окончил Флорентийский университет со степенью в области сельскохозяйственных наук.

## Раннее творчество
Сартори начал писать в 1990-х годах и опубликовал свой первый роман «Тритоло» в 1999 году. К другие его ранним произведениям относятся Sacrificio (2008), Cielo nero (2008) и Rogo (2015).
В 2005 году Сартори опубликовал автофикшн «Анатомия битвы», основанный на его отношениях с отцом и их политических конфликтах. Он описал процесс его написания как «истинное и правильное откровение», примирившись с аспектами своей психики и образа жизни, которые он ранее отрицал. Произведение получило высокую оценку в итальянских литературных СМИ за его глубину и направленность. Он был частично переведён Фредерикой Рэндалл перед её смертью, и Сартори надеялся опубликовать его в Соединённых Штатах.
В 2011 году он опубликовал сборник рассказов Autismi, сборник коротких абсурдистских рассказов под влиянием психоаналитической теории. Он был награждён Frontier Grenzen, выдающейся литературной премией Альп.

## Sono Dio
В 2016 году Сартори опубликовал «Sono Dio» («Я Господь»), роман с точки зрения всемогущего и всеведущего Бога. Он был переведён на английский Рэндалл и опубликован как «I Am God» в 2019 году.
Sono Dio получил положительные отзывы, в том числе от крупных изданий, таких как L’Indice dei libri del mese, но в целом был мало замечен. Однако перевод «I Am God» привлёк внимание таких изданий, как The New York Times и The New Republic. Книга была названа Financial Times одной из лучших книг года и получила множество наград, таких как премия «Книга года в предисловии INDIES» и премия «Итальянская проза в переводе». Итальянские комментаторы обсуждали разрыв в признании между Италией и англосферой, приписывая его непочтительности Сартори, которая лучше воспринимается на английском языке, и упорству Рэндалл, а также связям, установленным между ними, когда он писал для «Nazione Indiana».

## Поздние работы
В 2019 году Сартори опубликовал спекулятивный фантастический роман «Бако» о семье и искусственном интеллекте. «Бако» был хорошо принят и стал финалистом премии Premio Procida Award 2020. Сартори описал эту работу как символ контраста между «циничным и бесчеловечным капитализмом и теми, кто по-прежнему привержен ценностям братства».

## Личная жизнь
Сартори живёт в Париже и Тренто. Он писал, что его необычная повседневная работа почвоведа повлияла на его писательский стиль. Он также преподавал сельскохозяйственные науки в Университете Тренто.